# 马正秀
马正秀（？—1970年1月27日）文革受害者。

## 生平
五十年代时为北京自然博物馆讲解员，丈夫赵光远是人民文学出版社编辑。文革时，红卫兵与造反派到处写标语“打倒某某某”，马正秀看不惯，便常将“打倒”二字涂掉，再换上“万岁”，诸如“刘少奇万岁”之类，遂于1967年被捕。丈夫1969年跳楼自杀。1970年元月27日马正秀被枪杀。